# Quartier international de Montréal
Se caracteriza por su planificación
Alberga el Palacio de congresos de Montreal, ampliado en 2002, la Caisse de dépôt et placement du Québec, que ahora se encuentra en un edificio de reciente construcción; edificio que, por otra parte, se convirtió en todo un icono arquitectónico. Además, está el Centre de commerce mondial de Montréal así como el novísimo hotel-tienda, el W, sin olvidar la Tour de la Bourse.
Todos estos edificios están interconectados por la red peatonal subterránea entre las estaciones de metro Bonaventure, Square-Victoria y Place.

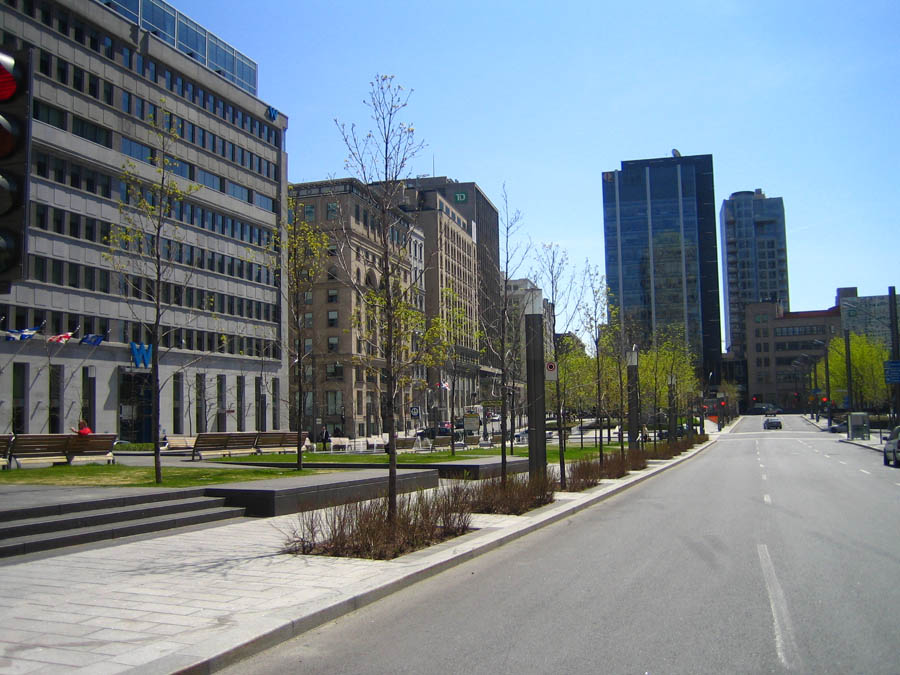
La Square Victoria
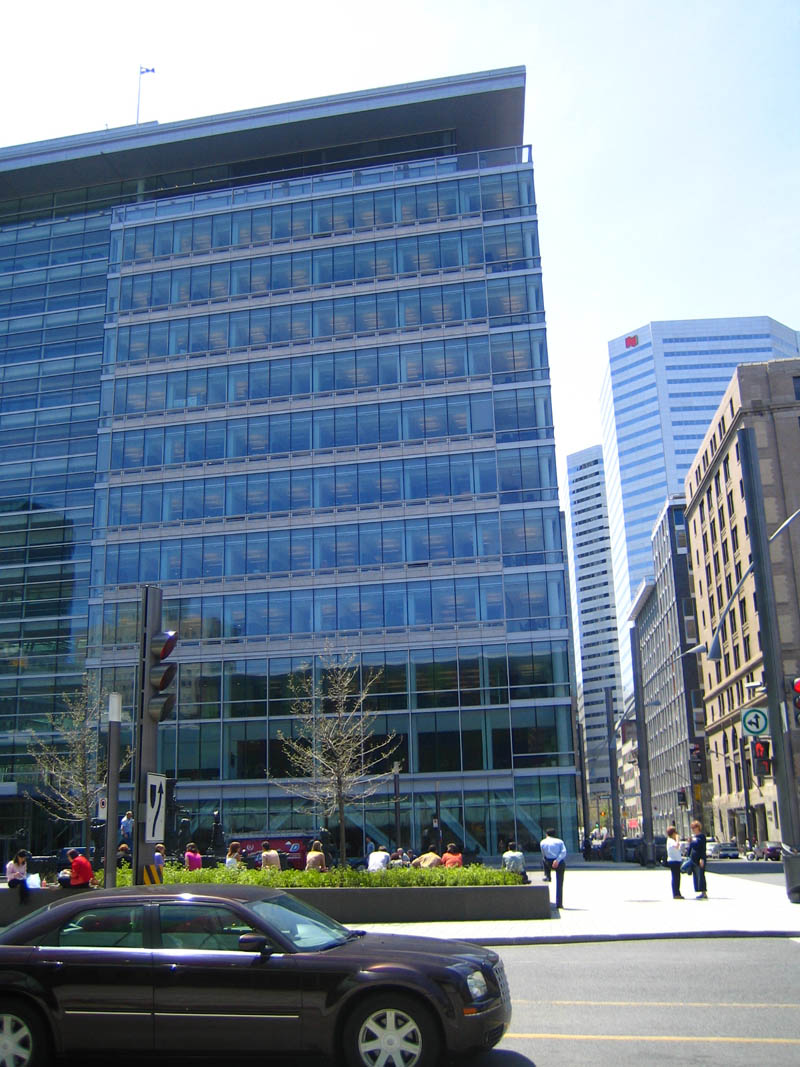
Place Jean-Paul-Riopelle